# Oechtym
De Oechtym (Russisch: Ухтым) is een rivier in de kraj Perm in Rusland. De rivier mondt uit in de Kolva, 104 kilometer van de uitmondingsplaats van de Kolva verwijderd. De Oechtym is 51 kilometer lang en heeft een stroomgebied van 175 km².